# Charles Hodgkinson
Charles Frith Hodgkinson (1871 – 1948) là một cầu thủ bóng đá người Anh thi đấu cho Burslem Port Vale in the late 1890s.

## Sự nghiệp thi đấu
Hodgkinson probably gia nhập Burslem Port Vale năm 1898. Trận đấu đầu tiên trong vị trí outside-left của ông là chiến thắng 3–0 trước Long Eaton Rangers, trong một trận đấu ở Midland Football League trên sân Athletic Ground ngày 19 tháng 2 năm 1898. Ông ghi 1 bàn thắng trong 2 lần ra sân ở Midland League, trước khi câu lạc bộ được chọn lại vào Football League. Ông thi đấu 6 trận ở Second Division mùa giải 1898–99, trước khi rời câu lạc bộ.

## Thống kê
Nguồn:
| Câu lạc bộ        | Mùa giải | Hạng đấu        | Giải vô địch | Giải vô địch | Cúp FA | Cúp FA | Khác | Khác | Tổng | Tổng |
| Câu lạc bộ        | Mùa giải | Hạng đấu        | Trận         | Bàn          | Trận   | Bàn    | Trận | Bàn  | Trận | Bàn  |
| ----------------- | -------- | --------------- | ------------ | ------------ | ------ | ------ | ---- | ---- | ---- | ---- |
| Burslem Port Vale | 1897–98  | Midland League  | 3            | 1            | 0      | 0      | 0    | 0    | 3    | 1    |
| Burslem Port Vale | 1898–99  | Second Division | 6            | 0            | 0      | 0      | 4    | 0    | 10   | 0    |
| Tổng              | Tổng     | Tổng            | 9            | 1            | 0      | 0      | 4    | 0    | 13   | 1    |